# RealAudio
RealAudio là một định dạng tập tin âm thanh do RealNetworks đã giữ bản quyền. RealAudio là phần âm thanh của RealMedia, bao gồm RealVideo và RealAudio.
Một đoạn âm thanh hay video trước khi truyền qua Internet thường được nén, để có dung lượng nhỏ. RealNetworks là công ty đầu tiên cống hiến cho những người sử dụng Internet phương tiện truyền âm thanh qua hệ thống World Wide Web. Sau khi thu âm thanh và lưu trữ ở dạng WAV, người ta hoán chuyển qua dạng RealAudio và lưu trữ ở dạng RAM (sau này là dạng RM). Muốn nghe những âm thanh dạng RAM hay RM, người nghe phải cài đặt chương trình RealPlayer.
Để làm thành sản phẩm ở dạng RAM hay RM thì phải dùng sản phẩm RealProducer. Về sau, công ty này còn ra nhiều sản phẩm khác được dùng ở các đài phát thanh hay phát hình qua Internet.